# Перелік грамот Ясновельможного пана Гетьмана Всієї України

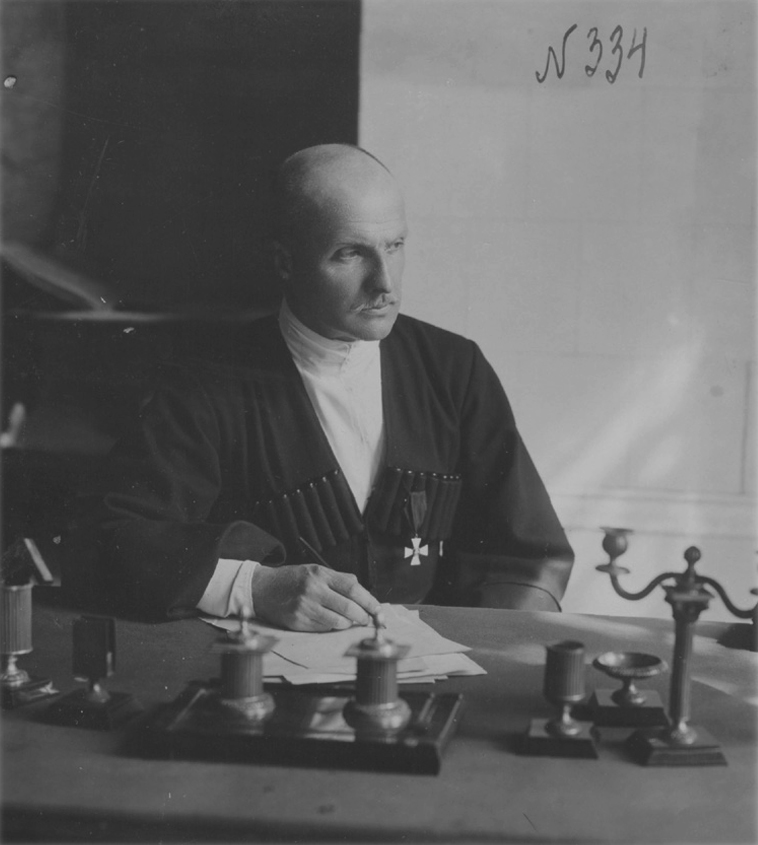
Гетьман Павло Скоропадський в робочому кабінеті. 1918 рік

У цей перелік включено в хронологічному порядку грамоти Ясновельможного пана Гетьмана Всієї України Павла Скоропадського під час існування Української Держави 1918 року. Всього за 7,5 місяців існування Української Держави видано 8 грамот. Перша грамота датована 29 квітням 1918 року, остання від 14 грудня 1918 року.
Грамоти Гетьмана всієї України вважаються актами вищої державної влади в Українській Державі, які видавалися безпосередньо главою держави Павлом Скоропадським.

## Список грамот Гетьмана Всієї України
| Документ | № | Назва | Дата                   | Вікіджерела | Примітка |
| -------- | - | --- | ---------------------- | ----------- | -------- |
|          | 1 | Грамота Гетьмана Павла Скоропадського до всього українського народу                                                                                                 | 29 квітня 1918 року    | [ 4 ]       | [ 1 ]    |
|          | 2 | Грамота Гетьмана Павла Скоропадського про ратифікацію мирного договору України з Центральними державами                                                             | 12 червня 1918 року    | [ 5 ]       | [ 6 ]    |
|          | 3 | Грамота Гетьмана Павла Скоропадського «заповіт-розпорядження» на випадок смерті, тяжкої хвороби та перебування поза межами держави першої особи Української Держави | 3 серпня 1918 року     |             | [ 7 ]    |
|          | 4 | Грамота Гетьмана Павла Скоропадського до українського народу з приводу півріччя існування Української Держави                                                       | 29 жовтня 1918 року    | [ 8 ]       | [ 9 ]    |
|          | 5 | Грамота Гетьмана Павла Скоропадського до всіх громадян-українців із закликом зберігати громадський спокій                                                           | 10 листопада 1918 року | [ 10 ]      | [ 11 ]   |
|          | 6 | Грамота Гетьмана Павла Скоропадського до всіх українських громадян та козаків                                                                                       | 14 листопада 1918 року | [ 12 ]      | [ 13 ]   |
|          | 7 | Грамота Гетьмана Павла Скоропадського до хліборобів | 19 листопада 1918 року | [ 14 ]      | [ 15 ]   |
|          | 8 | Грамота Гетьмана Павла Скоропадського про відречення влади | 14 грудня 1918 року    | [ 16 ]      | [ 2 ]    |